# 1456.
◄ | 14. stoljeće | 15. stoljeće | 16. stoljeće | ►
◄ | 1420-ih | 1430-ih | 1440-ih | 1450-ih | 1460-ih | 1470-ih | 1480-ih | ►
◄◄ | ◄ | 1453. | 1454. | 1455. | 1456. | 1457. | 1458. | 1459. | ► | ►►
Arhitektura • Astronomija • Glazba • Knjige • Književnost • Kršćanstvo • Medicina • Pravo • Promet • Slikarstvo • Znanost

## Događaji
- 22. srpnja - završetak osamnaestodnevne opsade Beograda kojom je ugarska vojska pod vodstvom Janka Hunjadija odbacila snage sultana Mehmeda II. Podnevna zvona, po nalogu pape Kalista III., proslavljaju ovaj događaj u kršćanskom svijetu sve do današnjih dana.

### Nepoznat datum
- Lazar Branković postaje srpski despot

## Rođenja
- 1. ožujka - Vladislav II. Jagelović, kralj Češke, Hrvatske i Ugarske (†1516.)

## Smrti
- 11. kolovoza – Janko Hunjadi, ugarski vojvoda i vojskovođa (* c.1406.)
- 23. listopada – Ivan Kapistran, franjevački propovjednik, talijanski katolički svetac (* 1386.)

## Vanjske poveznice
|  | Zajednički poslužitelj ima još gradiva o temi 1456. |